# 30-Minuten-Rennen von Dijon 2001, 1. Rennen
Das 30-Minuten-Rennen von Dijon 2001, auch Interserie Dijon-Prenois, fand am 15. April auf dem Circuit de Dijon-Prenois statt und war das erste Rennen der Interserie dieses Jahres.

## Das Rennen
Die 1970 eingeführte Interserie war zu Beginn von Hubraum- und PS-starken Fahrzeugen geprägt. Bis zu 100.000 Zuschauer verfolgten an den Renntagen den Wettbewerb dieser Fahrzeuge. Bei der im April beginnenden Saison 2001 blieb von diesen Anfangsjahren nicht mehr viel über. Die Rennen der Serie fanden meist im Rahmenprogramm größerer Veranstaltungen statt und stießen auf wenig Zuschauerinteresse. Die Rennfahrzeuge waren teilweise umgebaute Monoposto-Fahrzeuge, die Kotflügel über die ursprünglich freistehenden Räder erhielten und mit verschiedenen Rennsportwagen in drei Rennklassen eingeteilt wurden.
In Dijon fanden zwei separat gewertete Rennen statt, die beide mit dem Sieg des Schweizers Marcel Steiner zu Ende gingen, der einen Martini Mk 77 fuhr.

## Ergebnisse

### Schlussklassement
| 1           | Class 2 | 40 | Marcel Steiner         | Marcel Steiner         | Martini Mk.77     | 15 |
| 2           | Class 2 | 34 | Gerhard Kessler        | Gerhard Kessler        | Reynard           | 14 |
| 3           | Class 3 | 51 | Michael Schuster       | Michael Schuster       | Argo JM19C        | 14 |
| 4           | Class 3 | 37 | Jean-Marc Cao          | Jean-Marc Cao          | Reynard F3000     | 13 |
| 5           | Class 1 | 11 | Zele Motorsport        | Christoph Haingartner  | Opel-Lotus        | 13 |
| 6           | Class 2 | 30 | LS Motorsport          | Frank Schierig         | Reynard Prototype | 12 |
| 7           | Class 2 | 31 | Henry Büttner          | Henry Büttner          | Reynard 91D       | 12 |
| 8           | Class 1 | 1  | Rolf-Thorsten Dietrich | Rolf-Thorsten Dietrich | Opel-Lotus        | 12 |
| 9           | Class 1 | 12 | Zele Motorsport        | Peter Milavec          | Opel-Lotus        | 12 |
| Ausgefallen |         |    |                        |                        |                   |    |
| 10          | Class 2 | 36 | Christian Hauser       | Christian Hauser       | Reynard 93D       | 12 |
| 11          | Class 3 | 56 | McNeil Engineering     | Robbie Stirling        | Lola T92/10       | 11 |
| 12          | Class 1 | 7  | Heinz Baltensperger    | Heinz Baltensperger    | Dallara F3        | 1  |
| 13          | Class 2 | 38 | Jean Claude Monbaron   | Jean Claude Monbaron   | Reynard           | 1  |

### Nur in der Meldeliste
Zu diesem Rennen sind keine weiteren Meldungen bekannt.

### Klassensieger
| Klasse  | Fahrer                | Fahrzeug      | Platzierung im Gesamtklassement |
| ------- | --------------------- | ------------- | ------------------------------- |
| Class 3 | Michael Schuster      | Argo JM19C    | Rang 3                          |
| Class 2 | Marcel Steiner        | Martini Mk 77 | Gesamtsieg                      |
| Class 1 | Christoph Haingartner | Opel-Lotus    | Rang 5                          |

### Renndaten
- Gemeldet: 13
- Gestartet: 13
- Gewertet: 9
- Rennklassen: 3
- Zuschauer: unbekannt
- Wetter am Renntag: warm und trocken
- Streckenlänge: 3,801 km
- Fahrzeit des Siegerteams: 0:23:53,045 Minuten
- Gesamtrunden des Siegerteams: 15
- Gesamtdistanz des Siegerteams: 57,015 km
- Siegerschnitt: unbekannt
- Pole Position: unbekannt
- Schnellste Rennrunde: Marcel Steiner – Martini Mk 77 (#40) – 1:33,466 = 152,173 km/h
- Rennserie: 1. Lauf zur Interserie 2001